# Моравец, Оскар
Оскар Моравец (чеш. Oskar Morawetz) — канадский композитор, пианист и музыкальный педагог XX века. Двукратный лауреат премии «Джуно» за произведения в жанре классической музыки, кавалер ордена Канады.

## Биография
Родился в Светле-над-Сазавоу (Чехословакия) в 1917 году, в еврейской семье. Уже в детстве развил в себе способность читать оркестровую партитуру и в 17 лет был рекомендован Джорджом Селлом на должность помощника дирижёра Пражской оперы, от которой отказался. После захвата нацистской Германией Судетской области Моравец подал прошение о въезде в Канаду, которое было удовлетворено после нескольких отказов. Из Чехословакии в Канаду добрался в 1940 году через Вену и Париж, откуда бежал накануне прихода нацистов.
В Канаде поступил в Торонтский университет, где учился фортепиано у Альберто Герреро и гармонии у Лео Смита. Первоначально Моравец не планировал для себя композиторской карьеры. Однако в конце первой степени ему было предложено на выбор написать исследовательскую работу или музыкальное произведение. В результате он создал свой Струнный квартет № 1, который в 1945 году был удостоен премии Ассоциации композиторов, авторов и издателей Канады (CAPAC). С 1946 по 1952 год преподавал композицию и теорию музыки в Королевской музыкальной консерватории в Торонто, а с 1952 по 1982 год — в Торонтском университете, где получил звание профессора-эмерита. Помимо написания музыки и преподавания, часто выступал как пианист; последний концерт Моравеца в этом качестве состоялся 28 марта 1992 года в Торонто.

## Творчество
Вскоре после окончания университета в 1945 году Моравец создал своё первое произведение для оркестра — «Карнавальную увертюру» (англ. Carnival Ouverture). Работа получила одобрение Эрнеста Макмиллана, немедленно включившего её в концертную программу. В 1946 году Моравец получил свою вторую премию CAPAC за произведение «Sonata Tragica». В 1960-е годы наград удостоились ещё два произведения Моравеца: Концерт для фортепиано с оркестром (первый приз конкурса Монреальского симфонического оркестра в 1962 году, премьерное исполнение в 1963 году Антоном Кюрти с оркестром п/у Зубина Меты); и «Маленькая симфония для духовых и ударных» (англ. Sinfonietta for Winds and Percussion, премьерное исполнение оркестром п/у Меты в 1966 году, премия критиков на Международном конкурсе современной музыки в Кава-де-Тиррени, Италия).
Основу творчества Моравеца составляют работы для оркестра. Им созданы, в частности:
- 2-я симфония (1959, для Торонтского симфонического оркестра);
- «Memorial for Martin Luther King» (1968), написанная для Мстислава Ростроповича, но впервые исполненная только в 1975 году Зарой Нелсовой и Монреальским симфоническим оркестром;
- «A Child’s Garden of Verses» and «Psalm 22» (для Морин Форрестер);
- Концерт для медного духового квинтета и камерного оркестра (для Нью-Йоркского медного духового квинтета);
- Концерт для арфы и камерного оркестра (для Фестиваля весны в Гуэлфе);
- «Пять фантазий для струнного квартета» и «Tribute to W. A. Mozart» (для Орфордского струнного квартета);
- переработки «Славянского танца № 8» и «Юморески в соль-бемоль мажоре» А. Дворжака (для Йо Йо Ма и Ицхака Перлмана).

Значительное место в творчестве композитора составляли также песни для голоса и фортепиано. Среди прочего, по заказу Canadian Broadcasting Corporation к 50-летию этой организации он создал два цикла песен — «Сонеты с португальского» на стихи Элизабет Барретт Браунинг и «Ткач» на стихи Арчибалда Лампмена. Премьера этих циклов состоялась в лондонском Уигмор-Холле в исполнении Марка Дюбуа. Среди сольных и камерных работ Моравеца выделяются Дуэт для скрипки и фортепиано — раннее произведение композитора, ставшее одним из наиболее часто исполняемых в его наследии; фортепианная Соната ре мажор (дебютное исполнение — Гленн Гульд, 1948 год); Струнный квартет 2 (впервые исполнен квартетом Кэтлин Парлоу); и 7 сонат для духовых инструментов, созданные в период с 1980 по 1985 год.
После ухода на пенсию Моравец продолжал писать, создав в частности сольные произведения для большинства основных инструментов симфонического оркестра. Ранние работы Моравеца характеризуют оптимизм и жизнерадостность, зачастую граничащая с игривостью, тогда как зрелые произведения отличают драматизм, а порой и трагизм интонаций. На протяжении всей творческой карьеры он проявлял себя как мастер инструментовки и контрапункта. Моравец был одним из самых исполняемых канадских композиторов — его произведения исполнялись более чем 120 оркестрами четырёх континентов.

## Признание
Произведения Оскара Моравеца дважды завоевали премию «Джуно» за лучшее классическое сочинение. В 1989 году премии удостоился Концерт для арфы и камерного оркестра, а в 2002 году пьеса для сопрано с оркестром «Из дневника Анны Франк» (англ. From the Diary of Anne Frank). В 1960, 1967 и 1974 годах Моравец становился стипендиатом Совета Канады за свой вклад в Канадскую музыку. Общество композиторов, авторов и музыкальных издателей Канады (SOCAN) присудило ему премию Яна В. Матейчека за концертную музыку в 1994 году и премию Уильяма Гарольда Муна в 1999 году.
В 1987 году Моравец стал первым композитором — кавалером ордена Онтарио, а на следующий год — кавалером ордена Канады.

## Семья
Его брат — инженер-химик Герберт Моравец (1915—2017), был женат на математике Кэтлин Моравец. Сестра — литератор Соня Синклер (1921—?).